# Nemopalpus rondanica
Nemopalpus rondanica är en tvåvingeart som först beskrevs av Quate och Alexander 2000.  Nemopalpus rondanica ingår i släktet Nemopalpus och familjen fjärilsmyggor. Inga underarter finns listade i Catalogue of Life.